# Gobulus myersi
Gobulus myersi är en fiskart som beskrevs av Ginsburg, 1939. Gobulus myersi ingår i släktet Gobulus och familjen smörbultsfiskar. Inga underarter finns listade i Catalogue of Life.